# Nampty
Nampty település Franciaországban, Somme megyében. Lakosainak száma 281 fő (2022. január 1.). Nampty Fossemanant, Plachy-Buyon, Prouzel, Saint-Sauflieu és Ô-de-Selle községekkel határos.

## Népesség
A település népességének változása:
| Lakosok száma | 270  | 275  | 290  | 289  | 288  | 290  | 289  | 285  | 281  |
|               | 2013 | 2015 | 2016 | 2017 | 2018 | 2019 | 2020 | 2021 | 2022 |